# Silvi
Silvi é uma comuna italiana da região dos Abruzos, província de Teramo, com cerca de 14.376 habitantes. Estende-se por uma área de 20 km², tendo uma densidade populacional de 719 hab/km². Faz fronteira com Atri, Città Sant'Angelo (PE), Pineto.

## Demografia
| Variação demográfica do município entre 1861 e 2011                               |
|                                                                                   |
| Fonte: Istituto Nazionale di Statistica (ISTAT) - Elaboração gráfica da Wikipedia |